# ファウスト・ベルトリオ
ファウスト・ベルトリオ（Fausto Bertoglio、1949年1月13日 - ）は、イタリア、ブレシア出身の元自転車競技（ロードレース）選手。

## 経歴
1972年、セッティマーナ・チクリスティカ・ロンバルディアで総合優勝を果たした実績が認められ、1973年、ブルックリンと契約を結んでプロ転向。
1975年、ジロ・デ・イタリア総合優勝、加えて第14ステージを勝利。また、カタルーニャ一周でも総合優勝を果たした。
1976年、ジロ・デ・イタリア総合3位。ツール・ド・フランスでは総合9位に入ったが、ツールの出場はこの年のみだった。この他、コッパ・プラッチを優勝。
1978年、ジロ・デ・イタリア総合14位。
1980年引退。